# Подследственность
Подследственность в уголовном судопроизводстве РФ — это совокупность признаков преступления, которая обусловливает расследование его соответствующим органом предварительного следствия или дознания.
Подследственность — самостоятельный институт уголовно-процессуального права, нормами которого регулируются отношения, возникающие между соответствующими органами государства и должностными лицами по поводу предварительного расследования уголовного дела (З. З. Зинатуллин).
Виды подследственности:
- предметная — определяется характером совершенного преступления
- территориальная — определяется местом производства расследования (местом совершения, обнаружения преступления, либо местом нахождения подозреваемого, обвиняемого или большинства свидетелей)
- персональная — определяется субъектом совершенного преступления (несовершеннолетние, военнослужащие, работники правоохранительных или других государственных органов)
- альтернативная — определённые виды преступлений могут расследоваться любыми органами предварительного следствия
- вертикальная — связанная с подсудностью уголовных дел (дела, подсудные судам различных звеньев, расследуются органом предварительного следствия соответствующего уровня).
- по связи дел.